# Agalinis maritima
Agalinis maritima är en snyltrotsväxtart som först beskrevs av Constantine Samuel Rafinesque, och fick sitt nu gällande namn av Constantine Samuel Rafinesque. Agalinis maritima ingår i släktet Agalinis och familjen snyltrotsväxter. Utöver nominatformen finns också underarten A. m. grandiflora.